# Cœur de Causse
Cœur de Causse is een gemeente in het Franse departement Lot (regio Occitanie). De plaats maakt deel uit van het arrondissement Gourdon. Cœur de Causse is op 1 januari 2016 ontstaan door de fusie van de gemeenten Beaumat, Fontanes-du-Causse, Labastide-Murat, Saint-Sauveur-la-Vallée en Vaillac. De gemeente telde 890 inwoners op 1 januari 2022.

## Geografie
De oppervlakte van Cœur de Causse bedroeg op 1 januari 2022 70,76 vierkante kilometer; de bevolkingsdichtheid was toen 12,6 inwoners per km².

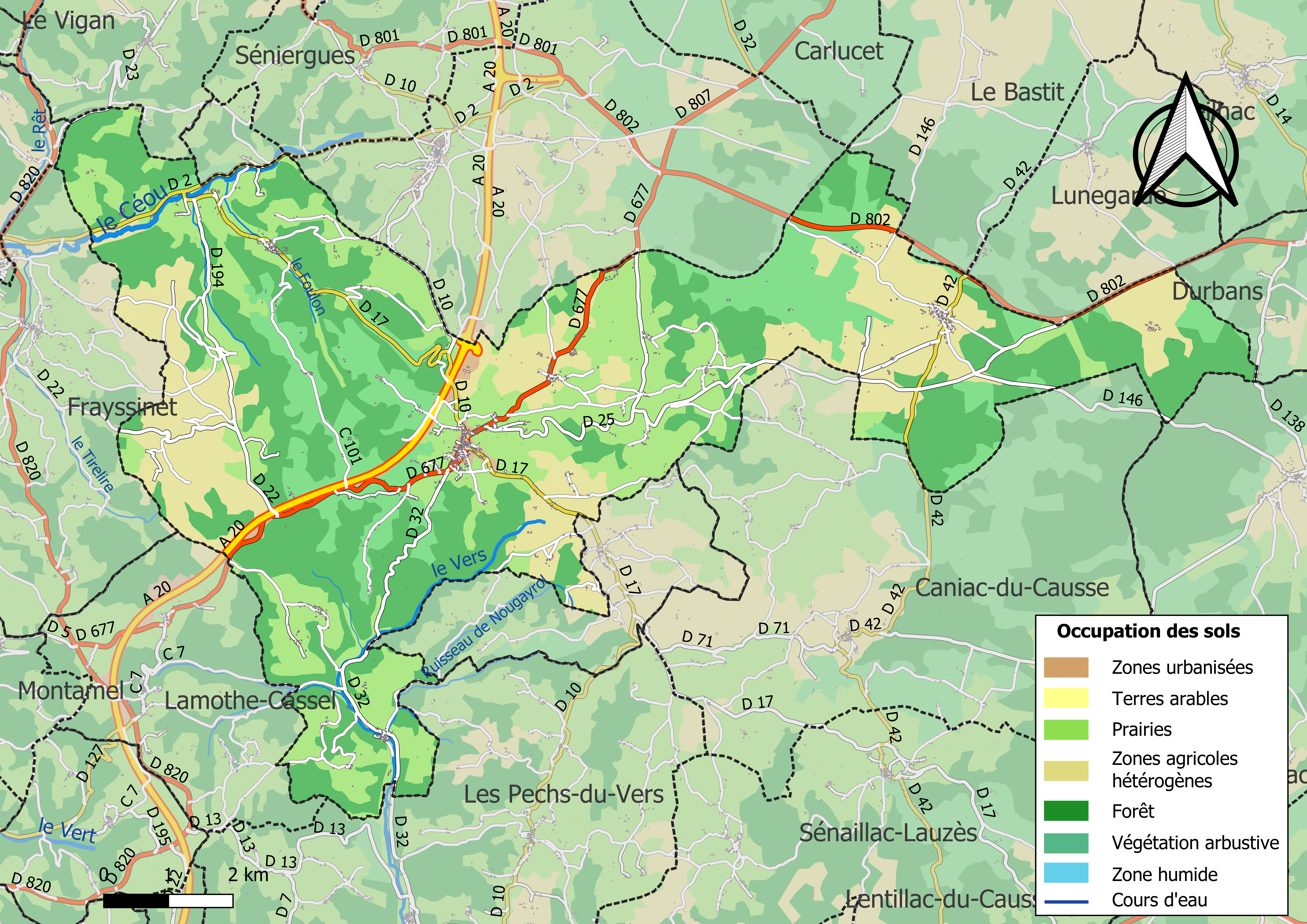
Kaart van de gemeente met de belangrijkste infrastructuur, bodemgebruik en omliggende gemeenten